# Tedisamila
Tedisamila é um fármaco utilizado como antiarrítmico de classe III. Foi autorizado para uso hospitalar pela Agência Espanhola de Medicamentos e Produtos Sanitários em julho de 2008.